# 橘正紀
橘 正紀（たちばな まさき、1976年2月11日 - ）は、日本の男性アニメーション演出家、アニメ監督。千葉県出身。

## 来歴
東映アニメーションで演出助手を務めた後、Production I.Gにて『攻殻機動隊 S.A.C.』シリーズや『精霊の守り人』などの絵コンテ・演出を数多く担当する。
その後、2009年『東京マグニチュード8.0』でテレビシリーズ初監督。この作品で第13回文化庁メディア芸術祭アニメーション部門優秀賞を受賞した。

## 参加作品

### テレビアニメ
1996年
- ドラゴンボールGT（ - 1997年、演出助手）

1997年
- ドクタースランプ（ - 1999年、演出助手）

1999年
- ワイルドアームズ トワイライトヴェノム（ - 2000年、絵コンテ・演出）

2000年
- メダロット（絵コンテ・演出）

2001年
- ノワール（絵コンテ・演出・演出助手）
- ガイスターズ FRACTIONS OF THE EARTH（絵コンテ）
- テニスの王子様（ - 2002年、絵コンテ）

2002年
- 攻殻機動隊 STAND ALONE COMPLEX（ - 2003年、絵コンテ・演出・原画）

2003年
- L/R -Licensed by Royal-（絵コンテ）
- 鋼の錬金術師（ - 2004年、絵コンテ）

2004年
- 攻殻機動隊 S.A.C. 2nd GIG（ - 2005年、絵コンテ・演出）

2005年
- 交響詩篇エウレカセブン（絵コンテ）

2006年
- 攻殻機動隊 STAND ALONE COMPLEX Solid State Society（演出）

2007年
- 精霊の守り人（絵コンテ・演出）

2008年
- ペルソナ 〜トリニティ・ソウル〜（絵コンテ）
- 薬師寺涼子の怪奇事件簿（絵コンテ・原画）

2009年
- 東京マグニチュード8.0（監督・絵コンテ）
- ヒゲぴよ（ - 2010年、題字・絵コンテ・OP演出）

2011年
- 花咲くいろは（絵コンテ）

2013年
- ゆゆ式（絵コンテ・演出・原画）
- BROTHERS CONFLICT（絵コンテ）
- 有頂天家族（絵コンテ）
- ガリレイドンナ（絵コンテ）

2014年
- ばらかもん（監督・絵コンテ・演出・原画・OP原画 / 筆作画）
- 天体のメソッド（演出・原画）

2015年
- ローリング☆ガールズ（絵コンテ）
- 攻殻機動隊ARISE ALTERNATIVE ARCHITECTURE（絵コンテ・演出）
- ご注文はうさぎですか??（原画）

2016年
- Dimension W（絵コンテ・演出・原画）
- クロムクロ（絵コンテ・OP2絵コンテ）
- フリップフラッパーズ（原画）

2017年
- プリンセス・プリンシパル（監督・絵コンテ・演出・原画）

2018年
- 重神機パンドーラ（作画監督）
- 進撃の巨人 第3期（ED絵コンテ / 演出 / 原画）
- メルクストーリア -無気力少年と瓶の中の少女-（絵コンテ）

2019年
- ファンタシースターオンライン2 エピソード・オラクル（ - 2020年、監督・絵コンテ）

2024年
- 天穂のサクナヒメ（画コンテ）

### 劇場アニメ
2009年
- ヱヴァンゲリヲン新劇場版:破（絵コンテ）

2014年
- ジョバンニの島（絵コンテ・演出）

2015年
- ガールズ&パンツァー 劇場版（原画）

2021年
- プリンセス・プリンシパル Crown Handler（2021年 - 2023年、監督・絵コンテ・原画）

2022年
- ブルーサーマル（監督・脚本）

### OVA
2004年
- ジャングルはいつもハレのちグゥ FINAL（絵コンテ）

2006年
- テニスの王子様 全国大会篇（ - 2007年、絵コンテ）

2010年
- .hack//Quantum（ - 2011年、監督・絵コンテ・演出）

2011年
- 英雄伝説 空の軌跡 THE ANIMATION（ - 2012年、監督・絵コンテ・演出）

### Webアニメ
2005年
- The King of Fighters: Another Day（監督・コンテ・演出）

### ゲーム
2003年
- OVER THE MONOCHROME RAINBOW featuring SHOGO HAMADA（絵コンテ・演出）